# Templo Mayor

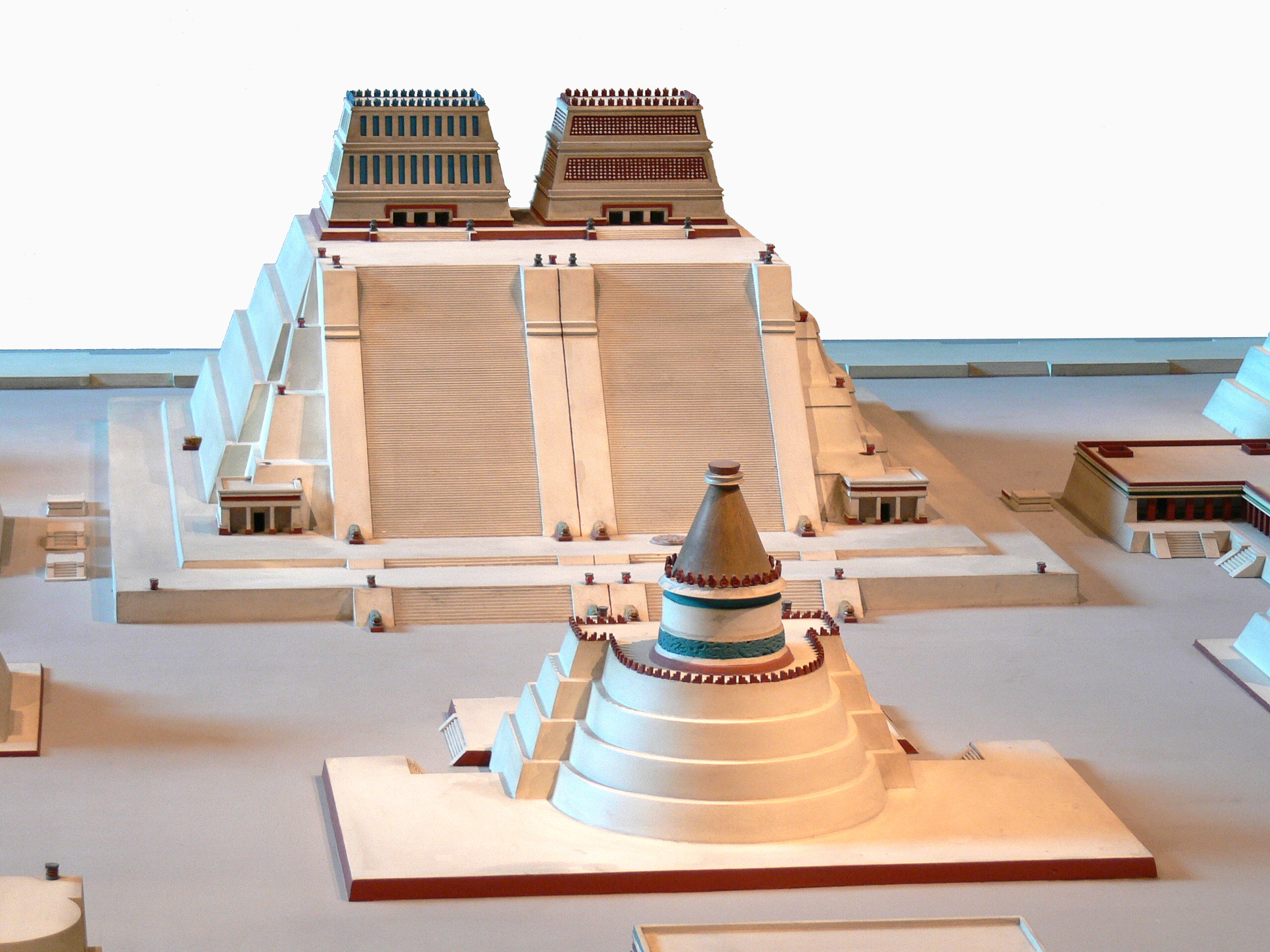
Modelo à escala do templo principal de Tenochtitlan

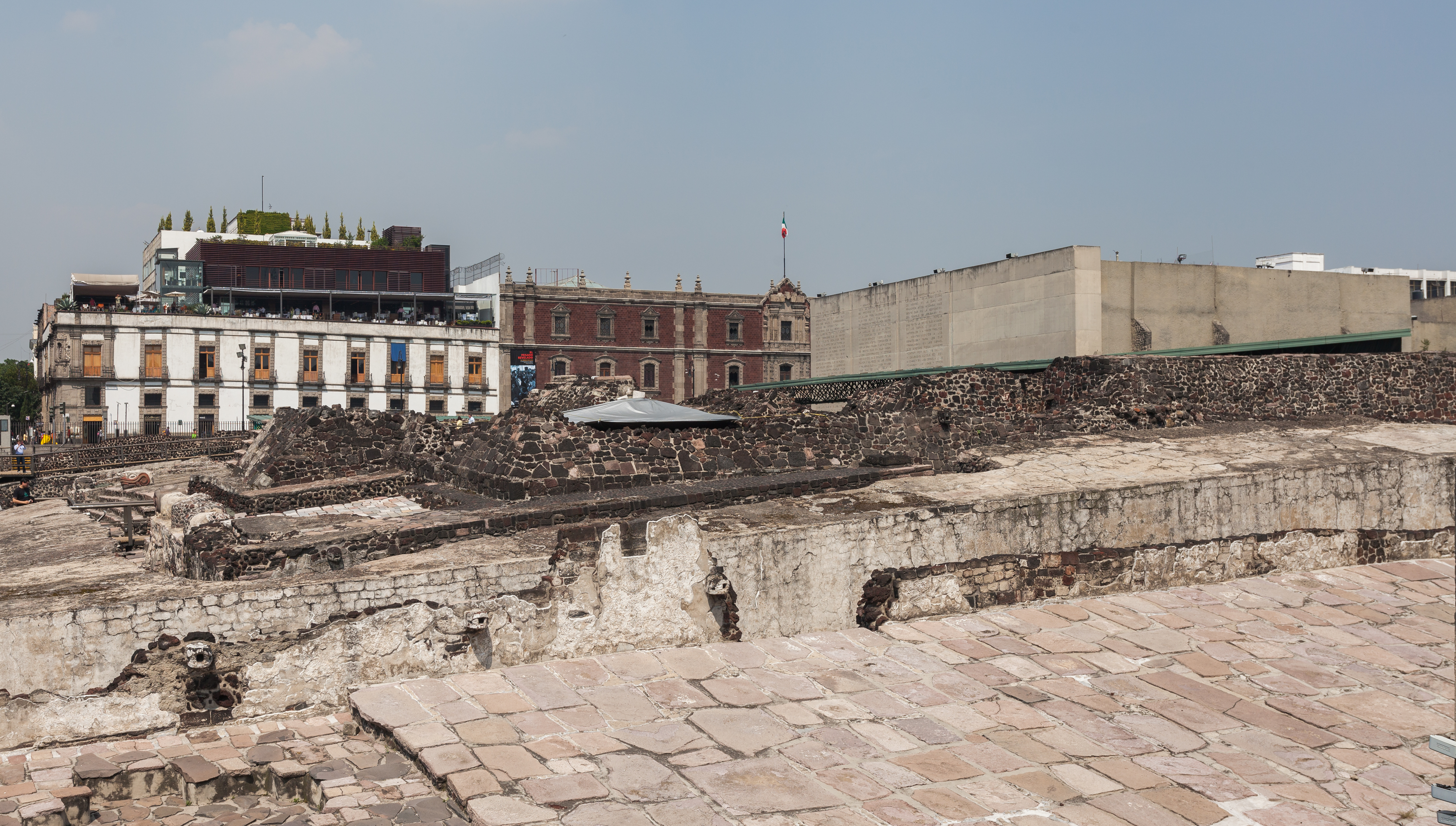
Ruínas do templo.

O Templo Mayor era um dos principais templos dos astecas na sua capital Tenochtitlan, atual Cidade do México. O seu estilo arquitetónico pertence ao período pós-clássico mesoamericano. O templo era chamado huey teocalli na língua nauatle e estava dedicado a dois deuses em simultâneo, Huitzilopochtli, deus da guerra e Tlaloc, deus da chuva e da agricultura, cada um deles com um santuário no topo da pirâmide e cada um destes com a sua própria escadaria. Medindo aproximadamente 100 por 80 metros na base, o templo dominava um Recinto Sagrado. A construção do primeiro templo teve início algum tempo depois de 1325, tendo sido reconstruído posteriormente por seis vezes. O templo foi destruído pelos espanhóis em 1521. O sítio arqueológico dos nossos dias situa-se imediatamente a nordeste do Zócalo, ou praça principal da Cidade México, na esquina entre as ruas Seminario e Justo Sierra.
Este sítio faz parte do Centro Histórico da Cidade do México, adicionado à lista de Património Mundial da UNESCO em 1987.

## Descoberta e escavação

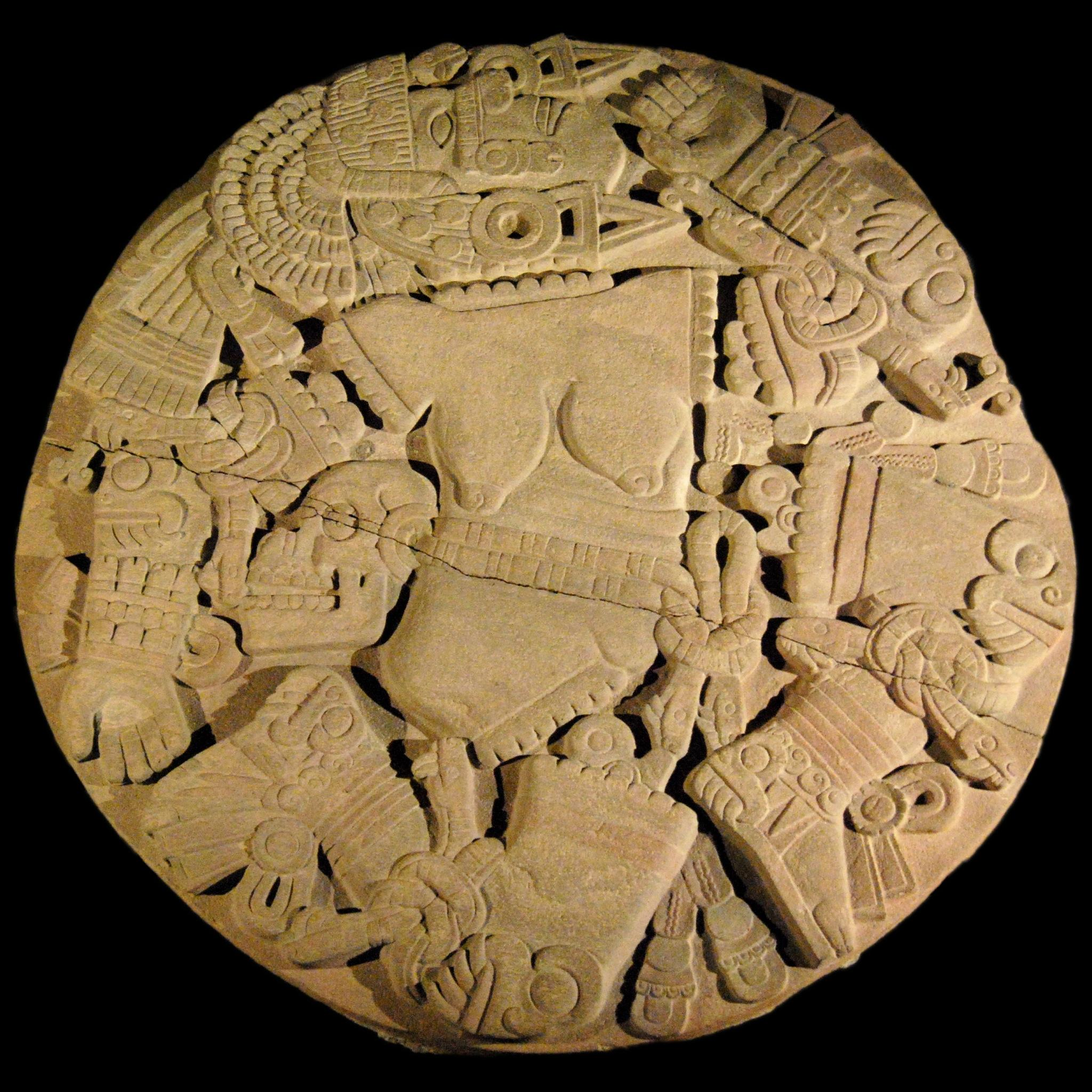
Disco representando uma Coyolxauhqui desmembrada encontrado durante a execução de obras em 1978

Após a destruição de Tenochtitlan, o Templo Maior, tal como a maior parte da cidade, foi desmantelado e depois coberto pela nova cidade colonial espanhola. A localização exata do templo foi esquecida, embora no século XX os académicos tivessem já uma boa ideia sobre onde o procurar. Tal conhecimento baseava-se no trabalho de arqueologia efetuado no final do século XIX e na primeira metade do século XX. Leopoldo Batres fez algum trabalho de escavação sob a Catedral Metropolitana da Cidade do México no final do século XIX, pois nesta altura pensava-se que fosse essa a localização do templo. Nas primeiras décadas do século XX, Manuel Gamio encontrou parte do canto sudoeste do templo e as suas descobertas foram exibidas publicamente. Contudo, tal não gerou grande interesse público na ampliação das escavações, pois a zona era uma área residencial da classe alta.  Em 1933, Emilio Cuevas descobriu parte de uma escadaria e de uma viga. EM«m 1948, Hugo Moedano e Elma Estrada Balmori escavaram a plataforma que continha cabeças de serpente e oferendas. Em 1966, Eduardo Contreras e Jorge Angula escavaram uma arca contendo oferendas, que havia sido inicialmente explorada por Gamio.
Porém, o impulso que levaria à escavação completa do sítio surgiu apenas no último quartel do século XX. Em 25 de fevereiro de 1978, os trabalhadores de uma companhia de eletricidade encontravam-se a abrir um buraco num local da cidade conhecido como a "ilha dos cães." Tal nome tinha origem no facto de ser um local ligeiramente elevado relativamente ao resto da vizinhança e quando havia inundações, os cães de rua congregavam-se ali. A dois metros de profundidade encontraram um monolito pré-hispânico que depois se viu ser um disco enorme com mais de 3,25 m de diâmetro, 30 cm de espessura e pesando 8,5 toneladas. O relevo na pedra foi mais tarde identificado como sendo Coyolxauhqui, a deusa da lua, datado do final do século XV.
Entre 1978 e 1982, especialistas sob a direção do arqueólogo Eduardo Matos Moctezuma trabalharam no projeto de escavação do templo. As escavações iniciais permitiram verificar que muitos dos artefatos se encontravam em condição suficientemente boa para serem estudados. Os vários esforços coalesceram no Projeto do Templo Maior, o qual foi autorizado por decreto presidencial.
Para permitir a escavação, treze edifícios desta área da cidade tiveram que ser demolidos. Nove destes haviam sido construídos na década de 1930 e quatro datavam do século XIX, e haviam preservado elementos coloniais. Durante as escavações foram encontrados mais de 7 000 objetos, sobretudo oferendas, incluindo efígies, vasos de barro à imagem de Tlaloc, esqueletos de tartarugas, sapos, crocodilos, e peixes, conchas de caracóis, coral, algum ouro, alabastro, figuras mixtecas, urnas de cerâmica de Veracruz, máscaras do atual estado de Guerrero, chocalhos de cobre, crânios decorados e facas de obsidiana e sílex. Estes objetos estão atualmente guardados no Museu do Templo Maior. Este museu é o resultado do trabalho efetuado desde o início da década de 1980 para resgatar, conservar e estudar o Templo Maior, o seu Recinto Sagrado e todos os objetos com ele associados e existe para tornar todas as descobertas acessíveis ao público.